# Avenue de Lespinet
L'avenue de Lespinet (en occitan : avenguda de Lespinet) est une voie de Toulouse, chef-lieu de la région Occitanie, dans le Midi de la France.

## Situation et accès

### Description
L'avenue de Lespinet est une voie publique. Elle traverse les quartiers historiques du Pont-des-Demoiselles et de Montaudran. Elle correspond à l'ancien chemin vicinal no 81, dit « de Toulouse au pont de Madron (ou de Restanque) ».
Elle naît de l'avenue Antoine-de-Saint-Exupéry, dont elle se sépare après le no 30. Elle se termine au carrefour du rond-point Anatole-Ernoul, au carrefour de l'avenue de l'Aérodrome-de-Montaudran, de l'échangeur no 20 du périphérique (A620), et de l'avenue Édouard-Belin.
La chaussée ne compte, entre l'avenue Antoine-de-Saint-Exupéry et le rond-point du chemin de la Cale, qu'une seule voie de circulation en sens unique puis, à partir du même rond-point, une voie de circulation dans chaque sens. Elle appartient également, sur toute sa longueur, à une zone 30 et la vitesse y est limitée à 30 km/h. Il existe, entre l'avenue Antoine-de-Saint-Exupéry et le rond-point du chemin de la Cale, une bande cyclable du côté des numéros impairs, pour les cyclistes circulant à contresens des automobiles, puis, entre le rond-point de la rue du Général-Joseph-Guillaut et le rond-point Anatole-Ernoul, une piste cyclable à double-sens.

### Voies rencontrées
L'avenue de Lespinet rencontre les voies suivantes, dans l'ordre des numéros croissants (« g » indique que la rue se situe à gauche, « d » à droite) :
1. Avenue Antoine-de-Saint-Exupéry
2. Rue de Bouloc (d)
3. Chemin de Fages
4. Rue de la Marine (d)
5. Place de Lespinet (d)
6. Rue Émile-Littré (g)
7. Rue Claude-Fauriel (g)
8. Chemin de la Cale (d)
9. Rue Jean-Breffel (g)
10. Rue de Fontainebleau (g)
11. Rue du Général-Joseph-Guillaut (d)
12. Avenue des Herbettes (g)
13. Chemin des Herbettes (d)
14. Rue Georges-Bidault (d)
15. Rue Valentina-Terechkova (g)
16. Allée Amelia-Earhart (g)
17. Allée Philippe-Polderman (g)
18. Rue Jacqueline-Auriol (g)
19. Rond-point Anatole-Ernoul
20. Avenue de l'Aérodrome-de-Montaudran (g)
21. Périphérique (A620) - Échangeur no 20 (d)

### Transports

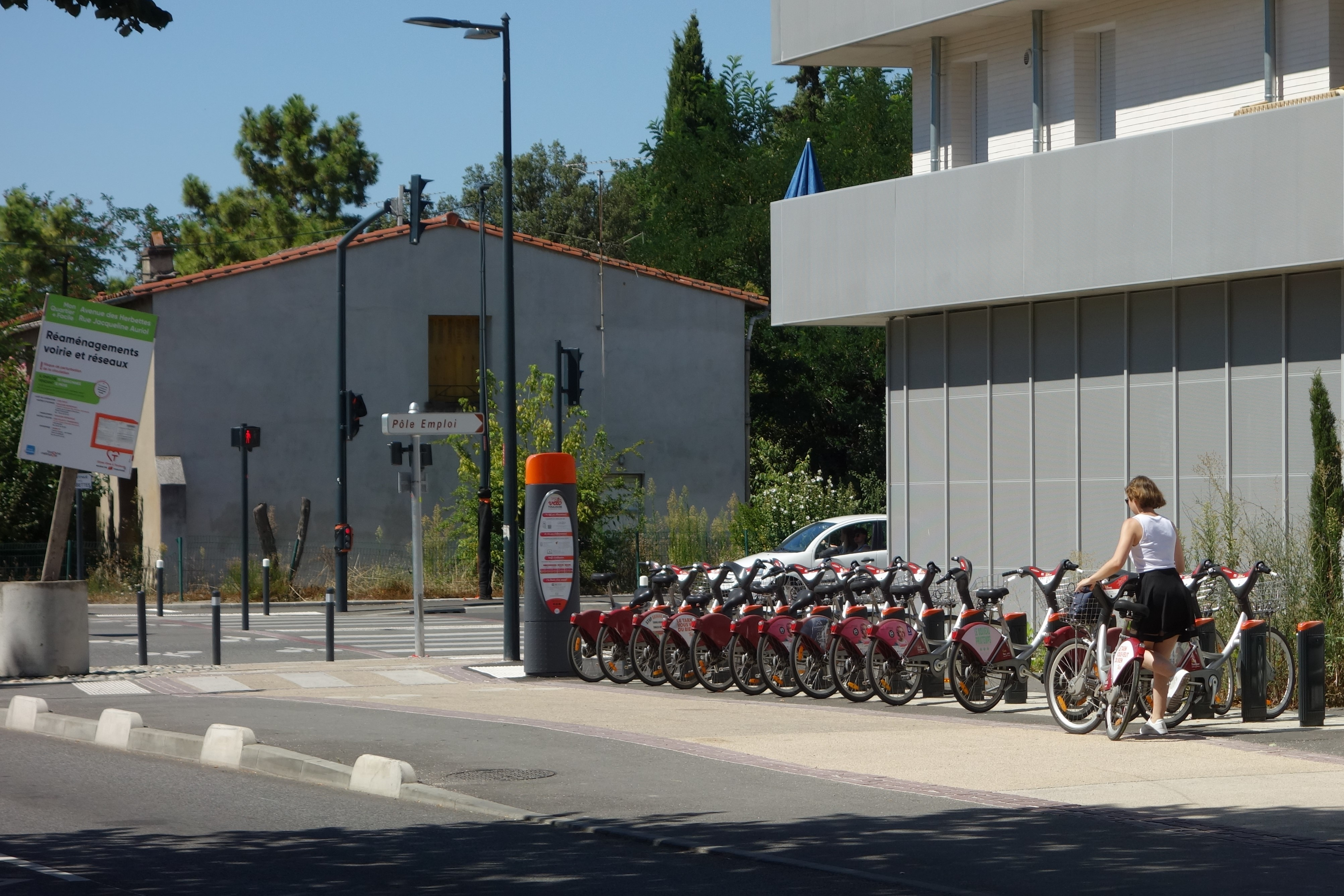
La station VélôToulouse no 239 Lespinet-Herbettes.

L'avenue de Lespinet est parcourue et desservie sur toute sa longueur par la ligne de bus 27. Au nord, sur l'avenue Antoine-de-Saint-Exupéry, se trouvent également les arrêts de la ligne de Linéo L9. Enfin, entre le chemin des Herbettes et l'avenue de l'Aérodrome-de-Montaudran, l'avenue de Lespinet est également desservie par les deux lignes de bus 2380.
Au sud, l'avenue se trouve également à proximité de la gare de Montaudran, sur la ligne de Toulouse à Sète, ainsi que de la future station Montaudran Gare - Piste des Géants, sur la ligne de métro .
Il existe plusieurs stations de vélos en libre-service VélôToulouse le long de l'avenue de Lespinet ou à proximité : les stations no 163 (115 avenue Albert-Bedouce), no 204 (place Roger-Arnaud), no 239 (avenue de Lespinet-angle rue Georges-Bidault), no 350 (place de l'Aérospostale) et no 351 (7 rue Jacqueline-Auriol).

## Odonymie
Le nom d'« Espinet » (ad Espinetum en latin médiéval, 1146) apparaît au milieu du XIIe siècle : il désigne alors une partie du gardiage au sud-est de la ville, entre les coteaux de Pech David à l'ouest et du Calvinet à l'est, et le fossé du Palays au sud. La forme française « l'Espinet » apparait au XVe siècle et évolue pour devenir au siècle suivant « Lespinet ». Le souvenir s'en est d'ailleurs conservé dans le nom de plusieurs domaines du sud-est toulousain, comme le château de Lespinet-Ramel (CREPS, actuel no 1 avenue Édouard-Belin), le château de Lespinet-Raynal (L'Envol des pionniers, actuel no 6 rue Jacqueline-Auriol) et le château de Lespinet-Lasvignes (CRS 27, actuel no 3 allée du Lieutenant-Lucien-Lafay). 
Au Moyen Âge, l'avenue est déjà connue sous le nom de chemin de Lespinet. On lui trouve également celui de chemin de las Bourdettes, à cause d'une ferme de ce nom, las Bordetas en occitan (actuel no 152). Dans sa dernière partie, on lui trouvait également, au début du XIIe siècle, le nom de chemin de Restanque (cami de Restaca en occitan médiéval, 1203) : ce nom suggère la présence d'une retenue d'eau, peut-être établie sur l'Hers pour alimenter le Sauzat.

## Histoire

### Époque contemporaine
Pendant la Seconde Guerre mondiale, plusieurs foyers de la Résistance existent dans les maisons et les usines qui bordent l'avenue de Lespinet. Dès 1941, les ateliers Vosges-Pyrénées (emplacement de l'actuel no 96), une société de fabrication de gazogène et de transport automobile appartenant à Jules Pécheur, un Nancéen réfugié à Toulouse, sont un lieu de rendez-vous pour les résistants. Ainsi, le garage sert au camouflage de matériel (CDM) de l'armée française. Jules Pécheur, proche de Combat et de l'Armée secrète (AS), collabore également avec les autres mouvements de la Résistance. Les hommes peuvent en utiliser les automobiles, mais la maison sert aussi de dépôt de matériel. Mais, le 13 mai 1943, la Gestapo vient arrêter Jules Pécheur, dont les activités ont été dénoncées : si celui-ci parvient à s'échapper, elle procède à l'arrestation de six autres résistants, Gilbert Duhoux, Geoffroy Gilbert, Jean Netter, Alphonse Rocher, et Henri et Isidore Spielmann. Arrêtés et torturés, ils sont finalement déportés au camp de concentration de Mauthausen, où ils trouvent la mort,.

## Patrimoine et lieux d'intérêt

### Maisons et immeubles
- no  16 : maison Simorre. 
Entre 1939 et 1943, l'architecte Élie Meynadier réalise pour J. Simorre, fournisseur de bois de sciage, de construction et d'industrie, un ensemble de bâtiments comportant une maison, des bureaux et un logement pour le gardien des entrepôts. La maison s'élève sur quatre niveaux : un sous-sol, un rez-de-chaussée surélevé, un étage et un comble à surcroît. Le soubassement est construit dans un appareil de pierre irrégulier tandis que les autres niveaux sont en brique. Les élévations sont animées par des décrochements, des différences de niveaux et de couverture, et des ouvertures de tailles et de formes différentes. La maison dispose de deux entrées. L'entrée professionnelle donnait sur une salle d'attente, un bureau et une pièce pour la comptabilité. L'entrée privée se fait du côté de l'avenue de Lespinet. 
La maison abritant des bureaux et le logement du gardien est plus simple : son élévation est surmontée d'un pignon couvert. Une marquise en béton souligne la porte d'entrée. 
Le petit corps de bâtiment à une travée donnant sur l'avenue est le vestige d'une construction plus importante abritant des garages et des annexes (un lavabo, un vestiaire, des magasins et un dépôt), et démolie vers 1954 (emplacement de l'actuel no 18)[8].

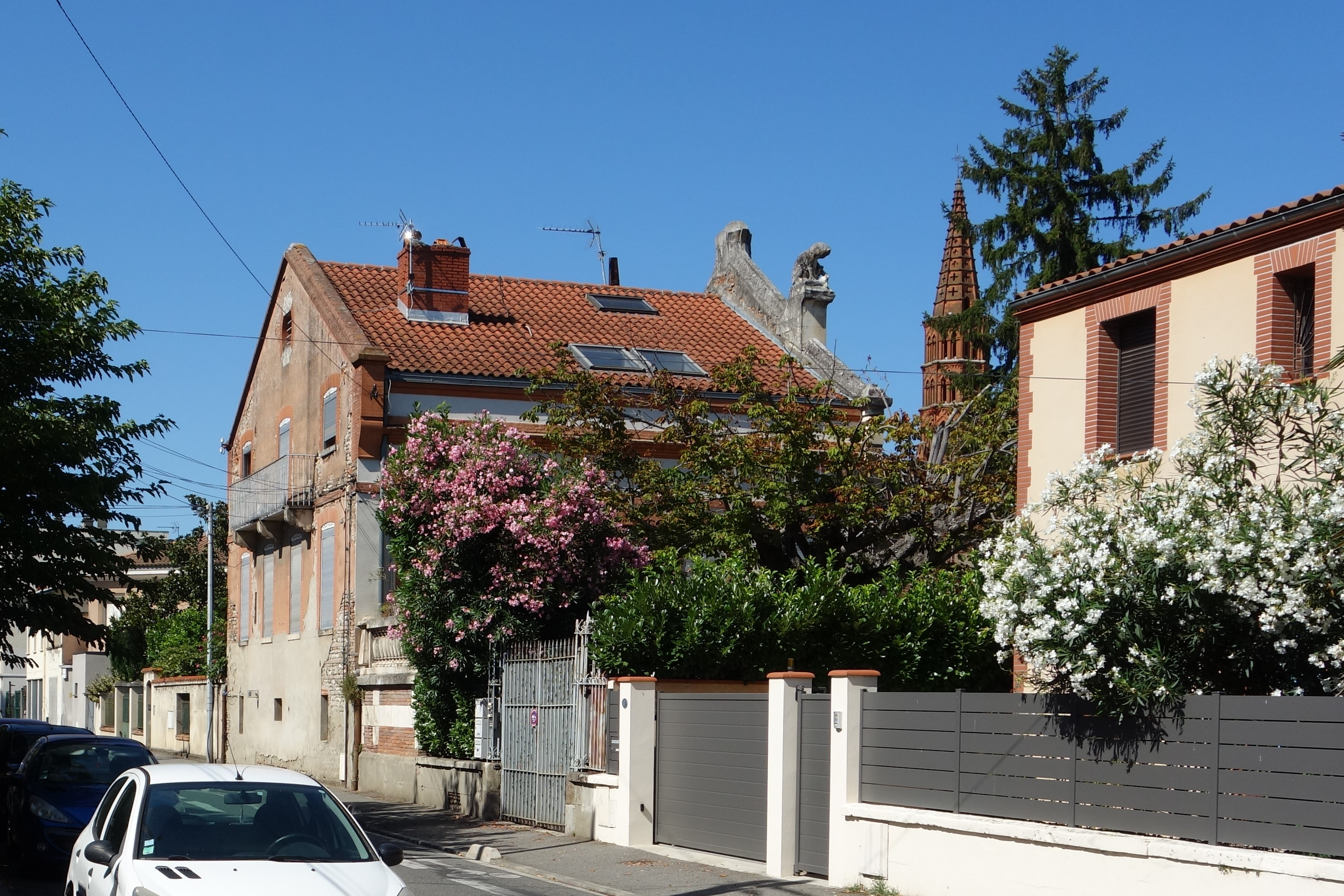
no 19 : maison Peyrat.

- no  19 : maison Peyrat. 
La maison est construite dans le dernier quart du XIXe siècle. En 1908, elle est surélevée d'un étage par l'architecte Eugène Curvale pour le compte de Bernard Peyrat, propriétaire d'une usine de meubles (Conservatoire à rayonnement régional et bureau de poste du Pont-des-Demoiselles, actuel no 30 avenue Antoine-de-Saint-Exupéry). La maison est bâtie dans un appareillage mixte de briques et de galets de Garonne, perpendiculairement à l'avenue de Lespinet. Sur celle-ci, la fenêtre centrale du 1er étage est mise en valeur par un balcon soutenu par de lourdes consoles en pierre. Le niveau est surmonté d'un pignon triangulaire. Du côté du jardin, le pignon en pierre est animée par des lignes sinueuses et surmontée de sculptures d'animaux en pierre[9].

- no  39 : maison. 
La maison, construite dans les années 1930, est caractéristique du style Art déco. Elle se compose d'un bâtiment à plusieurs corps, qui s'élève légèrement en retrait de l'avenue de Lespinet. Au rez-de-chaussée, l'entrée du garage est surmontée d'un arc en plein cintre, tandis qu'à gauche, l'escalier hors-œuvre donne accès au 1er étage et à une terrasse. Au centre, l'entrée principale, mise en valeur par un bac à fleurs, est surmontée d'un toit à deux pans. L'élévation est surmontée d'un pignon[10].

- no  42 : maison de la cité-jardin du Pont-des-Demoiselles. 
La maison est construite entre 1928 et 1931 par l'architecte Jean Montariol pour le compte de l'office public de l'habitat à bon marché (OPHBM) de Toulouse, qui fait aménager la cité-jardin du Pont-des-Demoiselles sur une parcelle de 10 000 m² entre l'avenue de Lespinet et le boulevard de la Méditerranée. La cité compte quarante logements. Elle est largement démolie et reconstruite entre 1996 et 2001 par Toulouse Habitat. Cette maison témoigne des premières constructions[11],[12].

- no  152 : métairie des Bordettes (1784)[13].

### Établissements scolaires

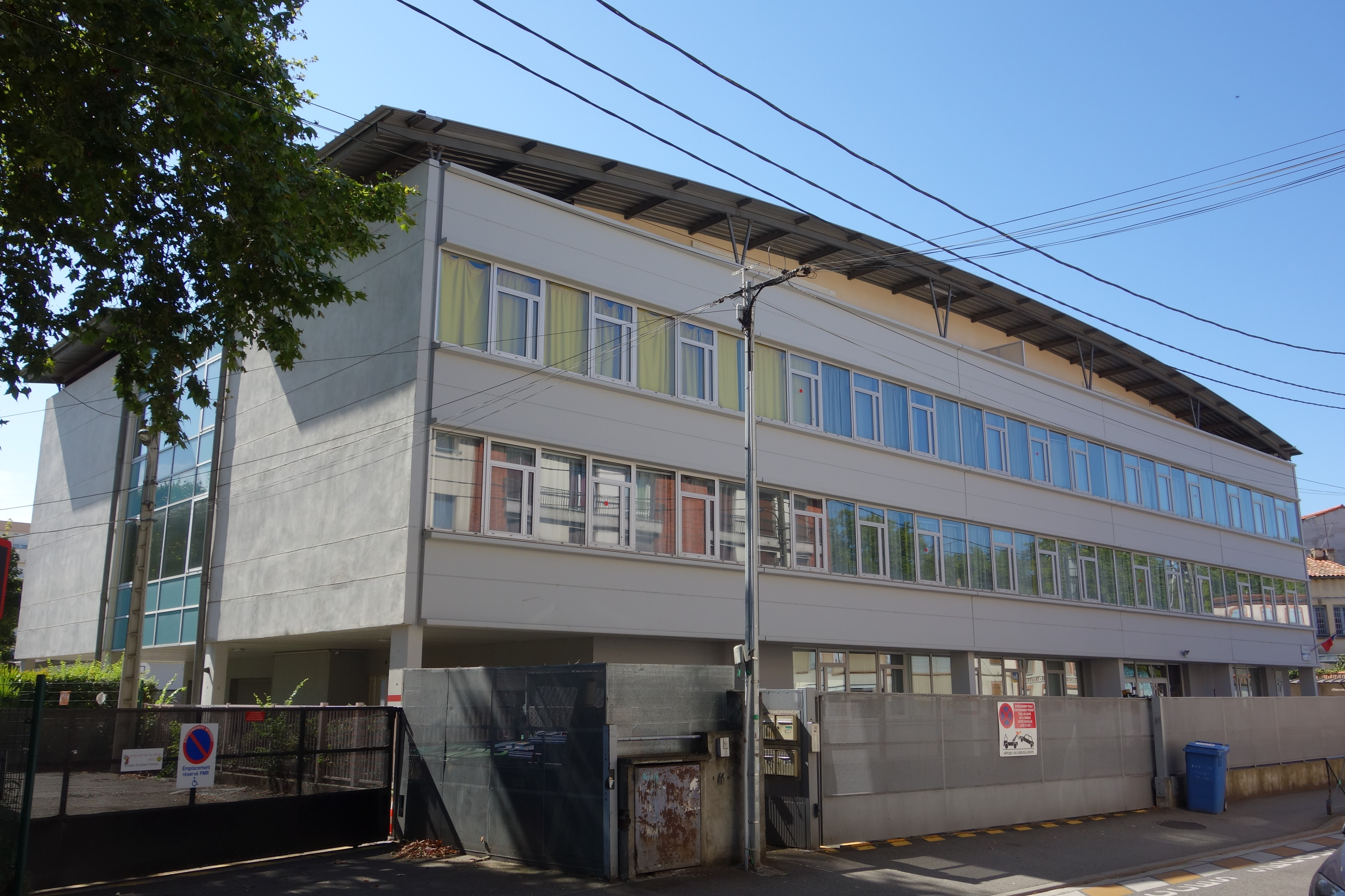
no 4 : l'entrée du collège Anatole-France.

- no  4 : collège Anatole-France.
Le collège Anatole-France est construit vers 1957[14], sur une parcelle de 6 430 m2, à l'emplacement de terrains appartenant à une ancienne fabrique de verre blanc, devenue ensuite un atelier de ferronnerie, puis de réparation de machines électriques (emplacement des actuels no 10-12 boulevard de la Méditerranée). Il est alors constitué de plusieurs bâtiments préfabriqués.
Afin de répondre à la croissance démographique du quartier du Pont-des-Demoiselles et à cause de la vétusté des bâtiments, le collège est largement reconstruit et agrandi entre 1997 et 2000 – le chantier est marqué par la mort d'un grutier habitant le quartier, Hamed Laouar[15]. Il est composé de trois corps de bâtiment – Administration, Enseignement et Demi-pension – disposés en U, autour de la cour de récréation[16].

- no  6 : école maternelle Anatole-France[17].

- no  134-136 : ensemble scolaire privé Montalembert - Les Maristes. 
Le groupe scolaire Montalembert est un établissement privé catholique regroupant un collège et un lycée. Il est établi en 1920 dans le quartier Saint-Michel, rue des Trente-Six-Ponts (emplacement des actuels no 8-22), et dirigé depuis 1929 par les frères maristes[18]. Il porte le nom de Charles Forbes René, comte de Montalembert (1810-1870), homme politique de la monarchie de Juillet, de la Deuxième République et du Second Empire, théoricien du catholicisme libéral et défenseur de l'« École catholique ». 
Au début du XXIe siècle, l'ensemble scolaire est déménagé sur un nouveau site, déjà propriété de la congrégation des frères maristes. Elle consiste en une vaste parcelle de 18 000 m² environ, aménagée sur les plans de l'agence Taillandier Architectes Associés, et achevé en 2012. Il consiste en bâtiment principal de cinq niveaux[19],[20].

### Jardins de la Ligne

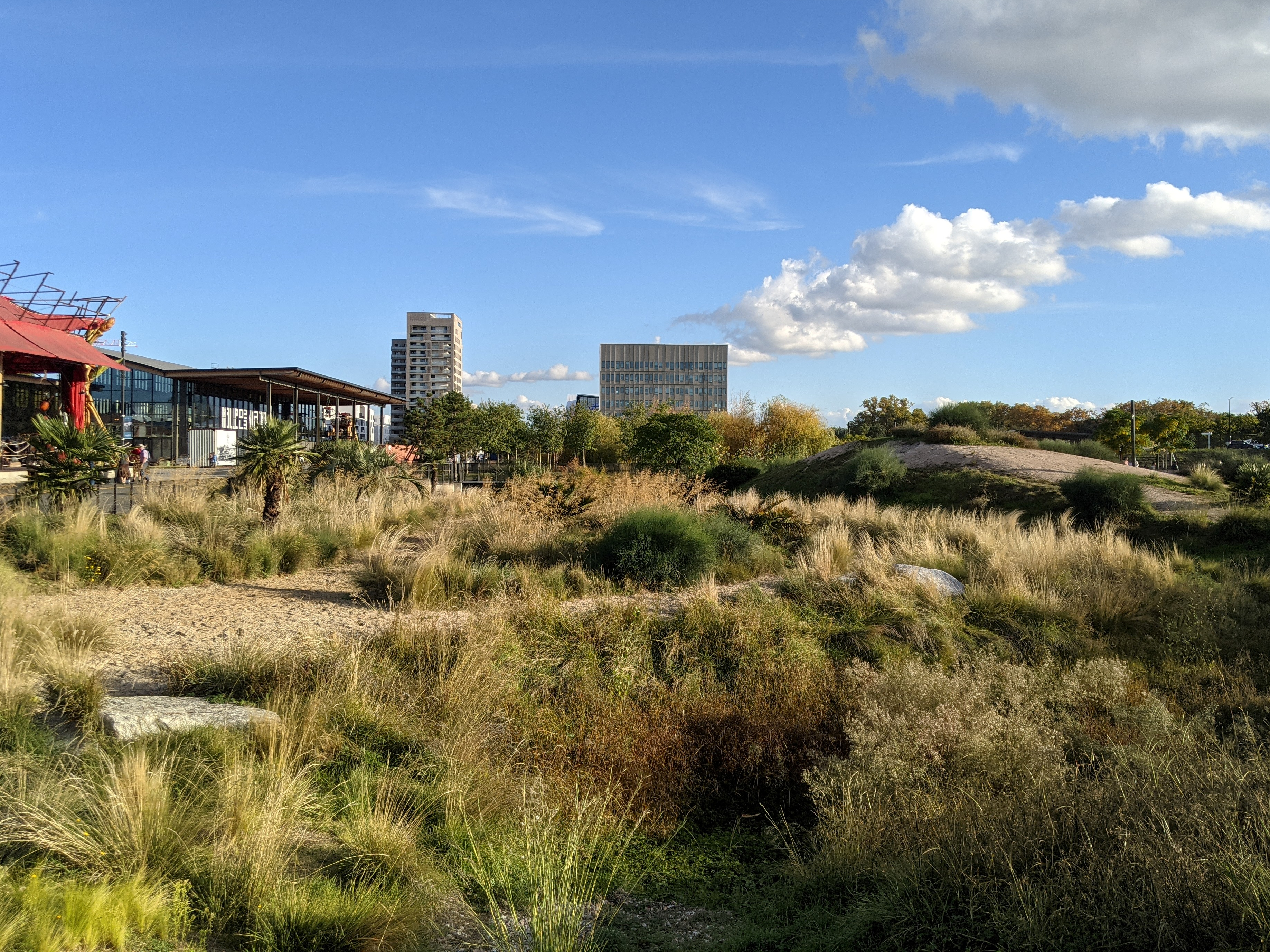
Les jardins de la Ligne (Mauritanie).

Les jardins de la Ligne ont été inaugurés le 17 juin 2017. Ils ont été aménagés sur un espace de 2 hectares entre la rue Jacqueline-Auriol, l'avenue de Lespinet et l'avenue de l'Aérodrome-de-Montaudran, à l'ouest de la piste des Géants, la piste de l'ancien aérodrome de Montaudran. Ils évoquent l'histoire de l'Aéropostale et les paysages des pays traversés par les aviateurs à travers les essences végétales, les sols et les rochers : Espagne, Maroc, Mauritanie, Sénégal, Brésil, Uruguay, Argentine et Chili. Trois passerelles surplombent les jardins. Des bassins recueillent les eaux de pluie.  
De l'autre côté, à l'est de la piste et du côté des bâtiments occupés par L'Envol des pionniers, le champ d'aviation évoque sur 1,5 hectare l'ambiance paysagère de l'aérodrome.